# 11月28日 (旧暦)
旧暦11月28日は旧暦11月の28日目である。六曜は友引である。

## できごと
- 貞享元年（グレゴリオ暦1685年1月3日） - 安井算哲が、平安時代から使われていた宣明暦の誤りを修正・改良した大和暦を幕府に提出。後の貞享暦
- 明治5年（グレゴリオ暦1872年12月28日） - 長崎・横浜・函館の運上所を税関に改称
- 明治5年（グレゴリオ暦1872年12月28日） - 国民皆兵を原則とした徴兵の詔書を発布。各地で反対一揆が起きる

## 誕生日
- 慶長5年（グレゴリオ暦1601年1月2日） - 徳川義直、初代尾張藩主・徳川家康の九男（+ 1650年）
- 元文元年（グレゴリオ暦1736年12月29日） - 木村蒹葭堂、文人・文人画家（+ 1802年）
- 天保6年（グレゴリオ暦1836年1月16日） - 井上馨、政治家・元老（+ 1915年）
- 弘化4年（グレゴリオ暦1848年1月4日） - 桂太郎、11・13・15代内閣総理大臣・陸軍大将（+ 1913年）
- 明治元年（グレゴリオ暦1869年1月10日） - 月亭小文都、落語家（+ 1902年）
- 明治2年（グレゴリオ暦1869年12月30日） - 大砲萬右ェ門、18代横綱（+ 1918年）

## 忌日
- 弘長2年（ユリウス暦1263年1月9日） - 親鸞[1]、浄土真宗の宗祖とされる僧。（* 1173年）